# Port lotniczy Ambriz
Port lotniczy Ambriz – krajowy port lotniczy położony w Ambriz, w Angoli.